# Hærulfstein
Der Hærulfstein (dänisch Hærulfstenen oder Øster Løgumstenen) ist ein mit der Nummer SJy 62 verzeichneter Runenstein aus der Wikingerzeit (800–1050 n. Chr.) in Dänemark.
Der Stein steht in Süderjütland, am historischen Ochsenweg (dänisch Oksevejen) nahe dem Dorf Hovslund (deutsch „Haberslund“), in der Aabenraa Kommune. Die Inschrift ist von unten nach oben zu lesen und lautet Hairulfr, womit an eine unbekannte Person erinnert wird. Sie wird auf das 9. Jahrhundert n. Chr. datiert.
Der im 19. Jahrhundert unweit seines heutigen Platzes entdeckte Stein wurde nach dem Krieg von 1864 von Friedrich Karl von Preußen als Kriegsbeute nach Berlin geschafft und stand fortan vor seinem Jagdschloss Dreilinden. 1951 kehrte er auf Initiative des Regierenden Bürgermeisters Ernst Reuter nach Dänemark zurück. An seinem heutigen Standort ist er frei zugänglich.
Gegenüber liegt der Strangelshøj, ein bronzezeitlicher Grabhügel mit einem Bautastein.